# روژه شوسابل
روژه شوسابل (فرانسوی: Roger Chaussabel‎؛ زادهٔ ۱۸ فوریهٔ ۱۹۳۲) دوچرخه‌سوار اهل فرانسه است.